# Parahephaestion brasiliensis
Parahephaestion brasiliensis là một loài bọ cánh cứng trong họ Cerambycidae.